# Estimateur de Wald

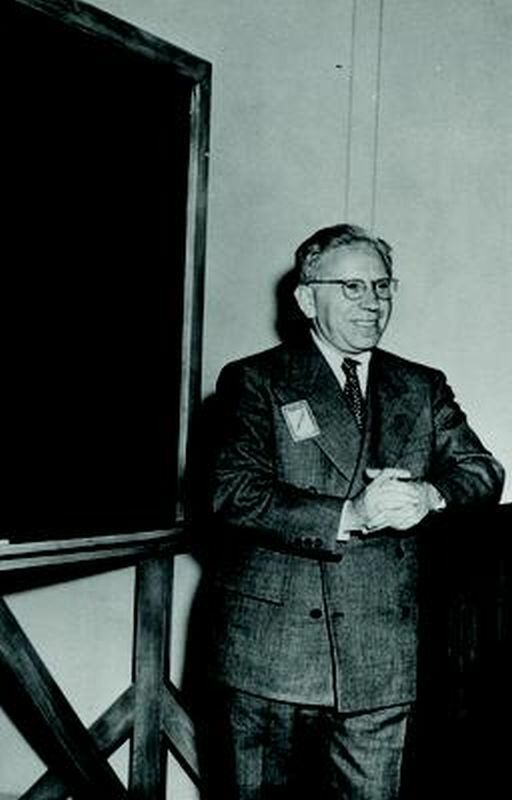
Abraham Wald a défini l'estimateur de Wald en 1940.

En économétrie et en statistiques, l'estimateur de Wald est un estimateur d'un modèle linéaire à variables instrumentales utilisé lorsque l'instrument est binaire (ie prend pour valeur 0 ou 1). L'estimateur a été défini par Abraham Wald en 1940 dans un article intitulé The Fitting of Straight Lines if Both Variables are Subject to Error.

## Formalisation
Soit le modèle linéaire suivant : 
{\displaystyle y_{i}=\beta _{0}+\beta _{1}x_{i}+\varepsilon _{i}}
avec xi une variable explicative endogène (ie non indépendante du terme d'erreur εi).
Soit zi, une variable aléatoire binaire (valant 0 ou 1), statistiquement indépendante du terme d'erreur εi.
On définit l'estimateur de Wald : 